# معبد خنوم
معبد خنوم هو معبد مصري قديم في مدينة إسنا في محافظة الأقصر بصعيد مصر، على بعد حوالي 55 كيلومترًا جنوب الأقصر. كان يحمل الاسم المصري القديم حوت خنمو («بيت خنوم»). الجزء الوحيد الباقي من المعبد هو برونوس، دهليز المعبد الفعلي. القاعة مدعمة بـ 24 عمودًا وبسقف سليم، وتقع في وسط المدينة على نهر النيل، على بعد 200 متر غرب ضفة النهر.
تم تكريس معبد خنوم إلى المعبود المصري القديم خنوم، والذي كان بمثابة الخالق لكل من الرجال والمعبودات. في تجسيده باعتباره خنوم حابي، أعاد إحياء ينابيع النيل كل عام لإحداث فيضان النيل. بالإضافة إلى ذلك، تم تعبد زوجته منهيت وإلهة المدينة نيبتو والآلهة حكا ونيت. يقع المعبد المكشوف على ارتفاع تسعة أمتار تحت مستوى الشارع في مدينة إسنا في منخفض محفور. تؤدي السلالم إلى مدخل المعبد. تعود أجزاء المعبد الظاهرة اليوم إلى العصر البطلمي والروماني.

## التاريخ

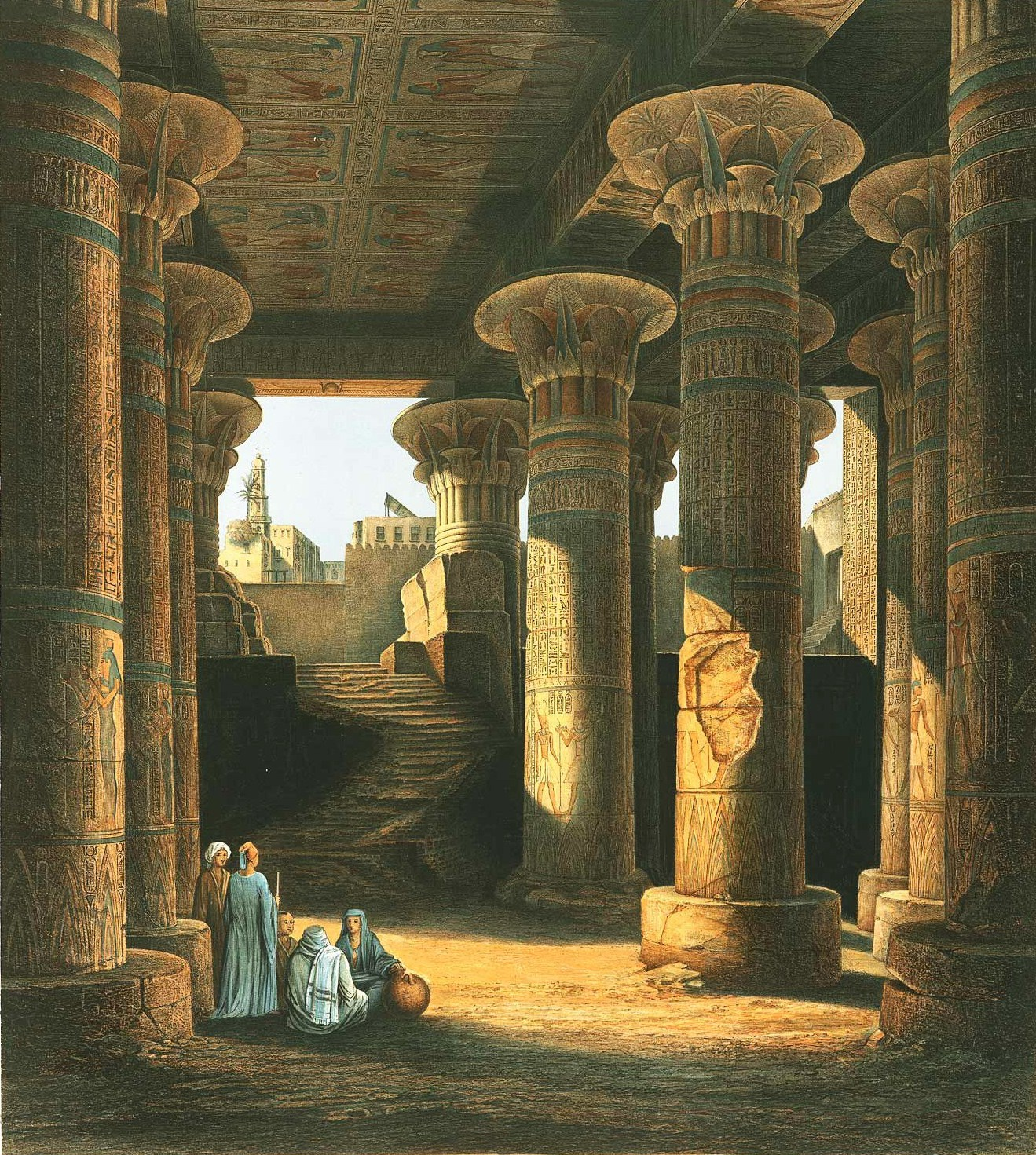
قاعة الأعمدة الكبرى بمعبد خنوم عام 1842

تم بناء معبد خنوم في إسنا على أنقاض معبد سابق من الأسرة المصرية الثامنة عشر، وكان آخرها عصر تحتمس الثالث. تم بناء المبنى الجديد تحت حكم الملك بطليموس السادس وبطليموس الثامن في القرن الثاني قبل الميلاد. ضاع الجزء الرئيسي البطلمي من المبنى، الناووس مع حرم خنوم في العصور الوسطى، في العصر الروماني، بدأ الإمبراطور كلوديوس (41-54) ببناء البرونوس المتبقي، والذي اكتمل في عهد الإمبراطور ديكيوس (249-251). بسبب الارتفاع السنوي لمياه نهر النيل والفيضانات المصاحبة لها، غرقت منطقة المعبد تدريجيًا تحت الطمي، والتي نمت كميتها إلى مستوى الشارع الحالي لمدينة إسنا.
في بداية العصر الحديث، كانت الأرضية تصل إلى تيجان أعمدة برونوس. عندما غزا الفرنسيين مصر، قيل إن سكان المدينة قاموا بحماية أنفسهم من الفرنسيين تحت سقف المعبد، ولا تزال ثقوب الرصاص مرئية فوق التيجان. ثم قام الجنود الفرنسيون بحفر جزئي في رواق نهر برونوس. تم إجراء الحفريات العلمية الأولى بواسطة أوجوست مارييت في منتصف القرن التاسع عشر.
في التاريخ المصري الحديث، أصبح معبد خنوم المرمم من المعالم السياحية الرئيسية لمدينة إسنا. نظرًا لموقعه القريب على النيل، تعد زيارة المبنى جزءًا لا يتجزأ من الرحلات النهرية بين الأقصر في الشمال وأسوان، على بعد 135 كيلومترًا إلى الجنوب. الطريق من الرصيف شرق معبد خنوم يؤدي عبر شوارع بازار إسنا.

## مجمع المعبد

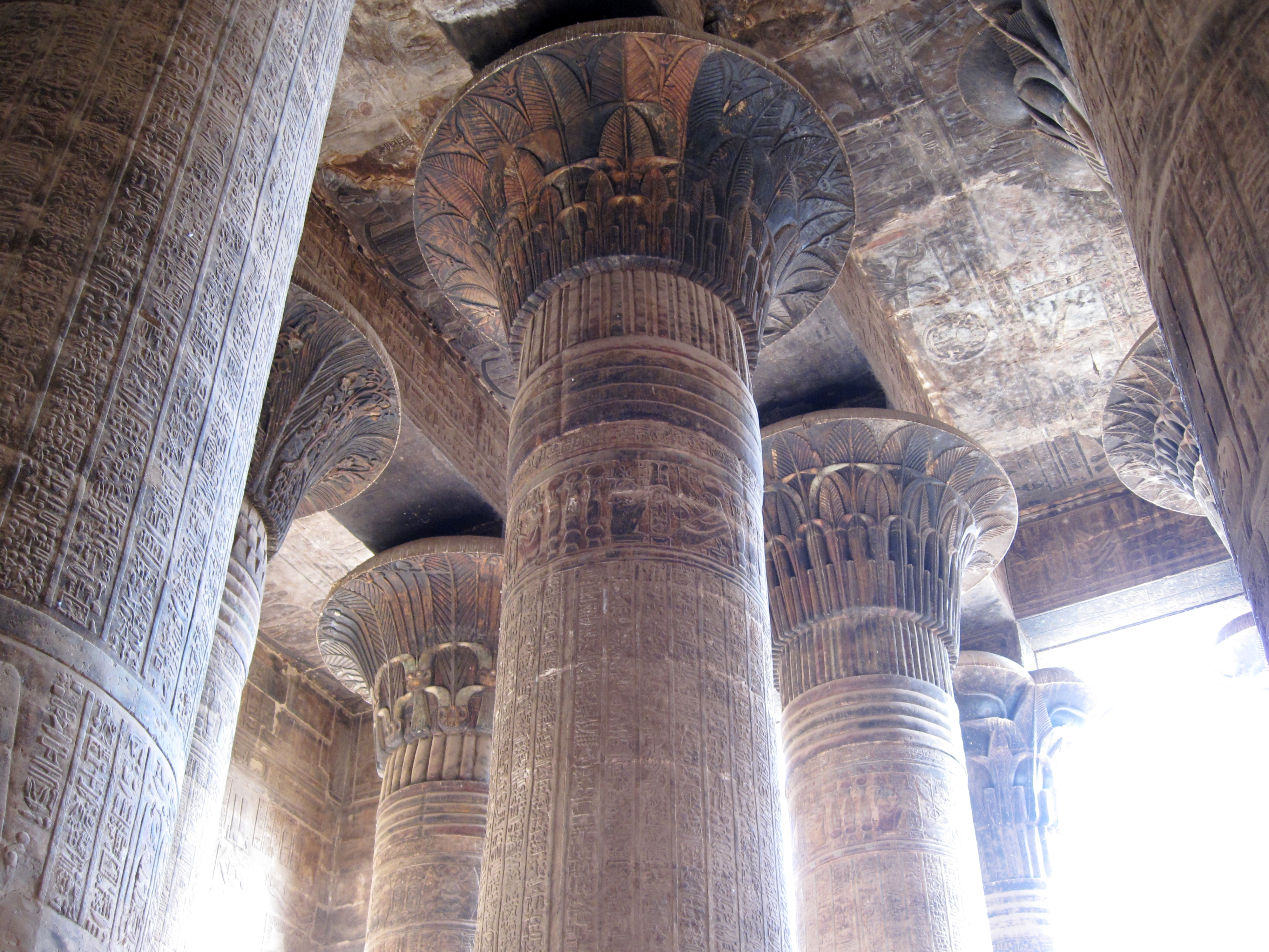
تيجان أعمدة الرواق

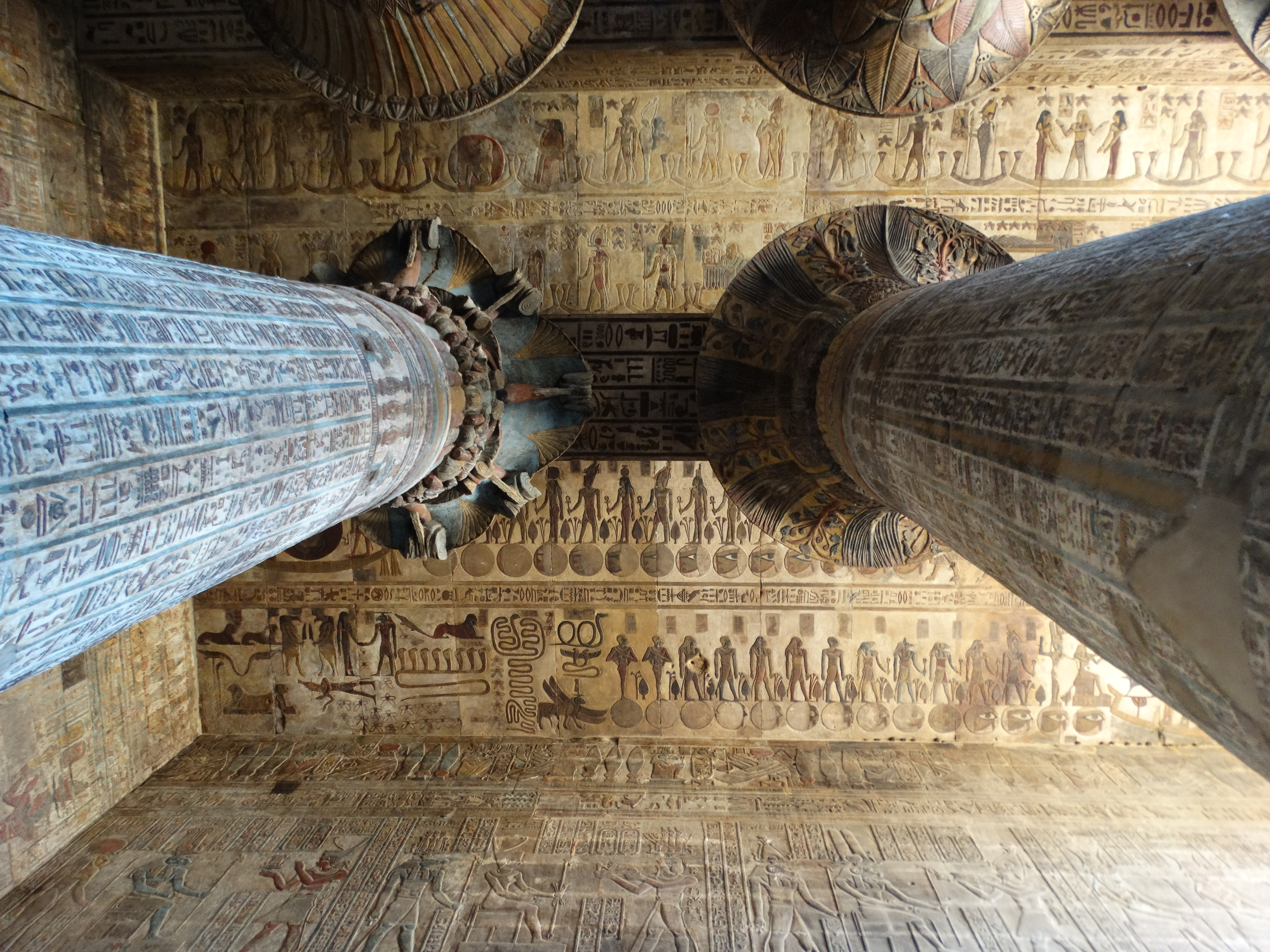
سقف المعبد

تضمن الهيكل الأصلي لمعبد خنوم في إسنا مبنى برونوس المحفوظ، وقاعة أعمدة مجاورة مجهزة بستة أعمدة، والمعبد خلفها وجدار محاط بنقوش بارزة. من الناحية الهيكلية، كان البناء مشابهًا لمعابد إدفو ودندرة. فقدان الأجزاء الجنوبية الغربية البطلمية من المبنى يجعل معبد خنوم جذعًا اليوم. فقط عدد قليل من الآثار يشير إلى ترتيب الأجزاء المدمرة من المعبد. النقوش الغنية لبرونوس تعوض عن حقيقة أن الصورة العامة للمجمع لم يتم الحفاظ عليها.
يبلغ عرض رواق بروناوس الذي لا يزال قائماً 33 متراً وعمقه 16.5 متراً. السقف مدعوم بـ 24 عمودًا يزيد ارتفاعها عن 13 مترًا مع تيجان مركبة بأشكال نباتية. فبرونوس معبد خنوم في إسنا، على سبيل المثال، أكبر من معبد إدفو. ترتبط أعمدة الصف الأول من الأعمدة، مثل تلك الموجودة في إدفو، على جانبي المدخل الرئيسي المركزي بستة جدران بين الأعمدة نصف ارتفاع. ثلاثة منهم لديهم أبواب مفتوحة. تم وضع حواجز للطيور فوق الجدران لحماية الجزء الداخلي من البروناوس.

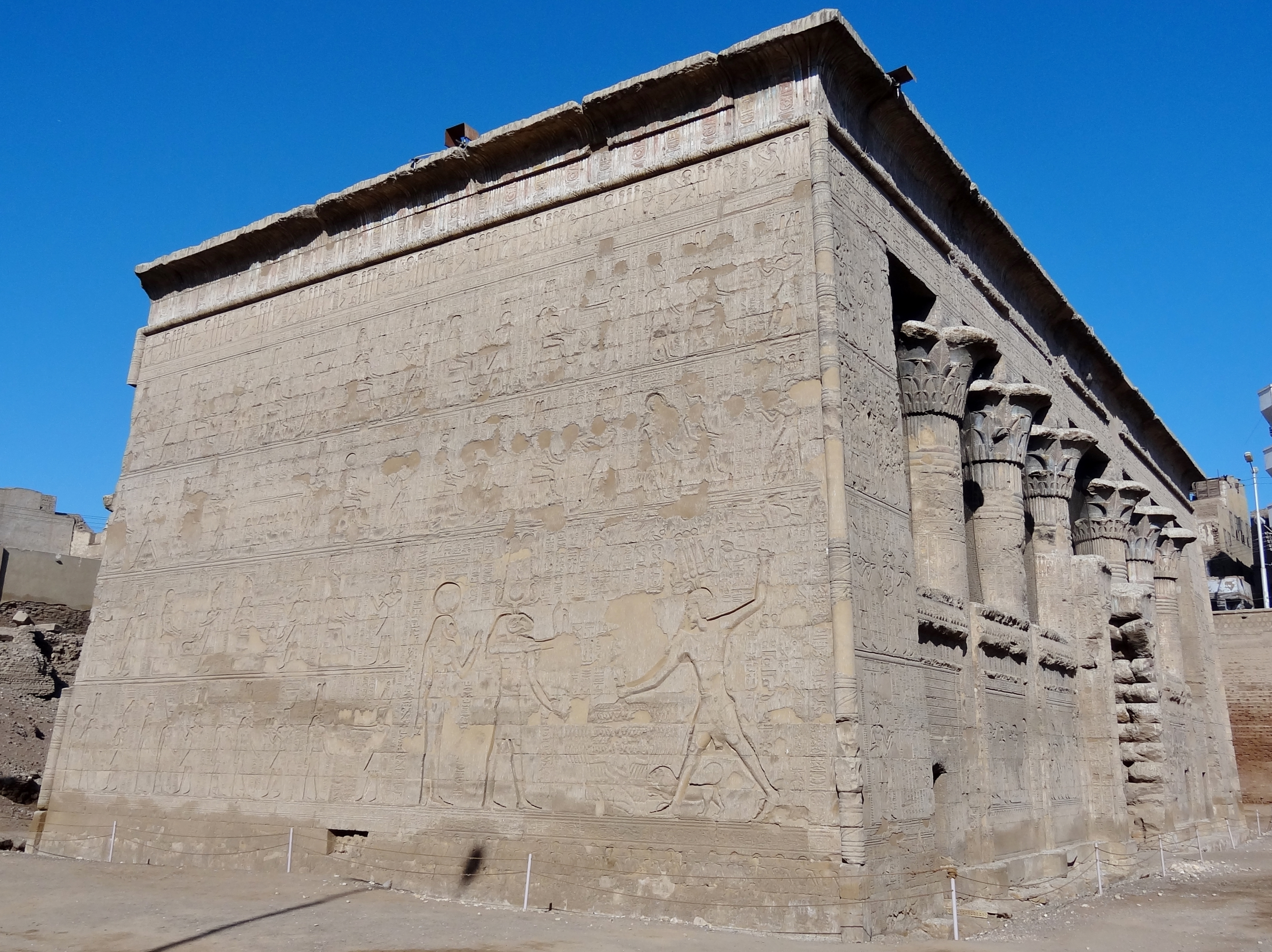
الجانب الجنوبي الشرقي من البرونوس

على أربعة من الجدران التي تربط الأعمدة على جانبي المدخل المركزي، على الجانب الأمامي، واجهة المعبد، توجد نقوش تصور الأباطرة الرومان تيبيريوس وكلوديوس ونيرون على أنهم ملوك مصريين مع معبودات مصرية مختلفة. على اليسار يظهر كلوديوس في مشهد تنقية نموذجي، حيث يقوم تحوت برأس أبو منجل وحورس برأس الصقر، في وجود رأس الأسد منهيت، بصب الماء على رأس الحاكم، وتيبريوس متوجًا بالتاج المزدوج. أمام خنوم يقف الإله الطفل حكا با شيريد على قاعدة مع رمز «اتحاد البلدين». يتم تفسير هذا أيضًا على أنه ابن خنوم مع منهيت باعتباره الأم. هناك مشهدان يصوران نيرون على الجدران على يمين مدخل المعبد المركزي. في المدخل المجاور للمدخل الرئيسي، تم اقتياده إلى نيث حسب الشهر، بينما يظهر الجدار الآخر، حيث يوجد باب مفتوح، تتويجه بالتاج المزدوج لهارسيس وتحوت.

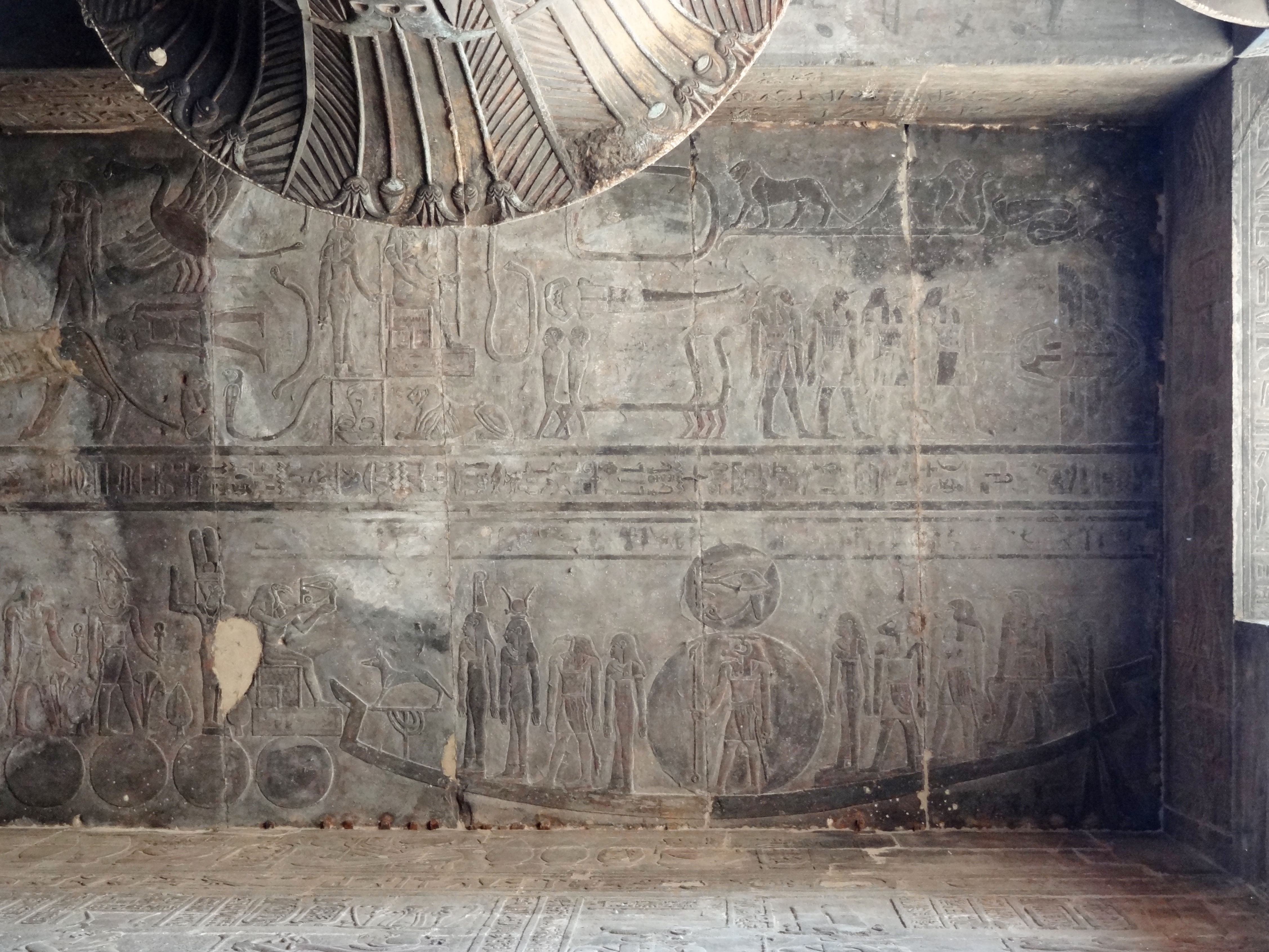
تخفيف السقف في البرونوس

يمكن رؤية الاتصال السابق بمجمع المعبد البطلمي على الجزء الخلفي من الجدار الخلفي للقاعة ذات الأعمدة في الجنوب الغربي. جدار القاعة ذات الأعمدة في المعبد، والتي كانت في الماضي مجاورة لبرونوس، هي فقط نصف ارتفاعها وتم دمجها في الرواق الروماني الكبير بشكل غير متناسب. توجد ثلاث فتحات في جدار المبنى. المدخل الأوسط، المدخل البطلمي، يؤدي إلى الحرم داخل المعبد. كانت الفتحتان الجانبيتان عبارة عن أبواب للممر حول منزل المعبد الفعلي. تعود النقوش حول هذين البابين إلى عهد الإمبراطور ماركوس أوريليوس وابنه وخليفته كومودوس. يظهرون الحاكمين على أنهما ملوك مصريين أمام المعبودات.
كما تم تزيين الجدران الجانبية الخارجية لبرونوس بالكامل بنقوش بارزة. يصورون الأباطرة الرومان تيتوس ودوميتيان وتراجان، مع ظهور تيتوس فقط في النقوش الأصغر، مثل على الجدار الجنوبي الشرقي طعن سلحفاة أمام الإلهة سخمت وقتل ظباء المها أمام الإلهة مينهيت. من كل مستوى من مستويات التمثيل الأربعة، تم التأكيد بشكل خاص على نقشتين بسبب حجمهما، بما في ذلك الارتفاع المزدوج على مستويين. فهي ليست متشابهة في الحجم فحسب، ولكن أيضًا في المحتوى.
على الجانب الأيمن من الجدار الجنوبي الشرقي، قتل دوميتيان مجموعة من أعداء مصر على طريقة الملوك المصريين أمام الآلهة خنوم ومنهيت. يمسكها بخصلات الشعر. يقدم تيمبلار خنوم الحاكم، الذي يرافقه أسد، بسيف مقوس هو خوبيش. ومنهيت يرافق المشهد خلف خنوم بيد مرفوعة بينما يمسك بعلامة الحياة عنخ في الآخر. يظهر جدار بروناوس الشمالي الغربي نفس المشهد لقتل المعارضين، فقط مرآة مقلوبة. هنا الإمبراطور تراجان هو الذي يمسك بأعداء البلاد بخصلات الشعر. حتى الأسد المرافق للحاكم يتكرر في النقش كما هو الحال مع تسليم خنوم للشيبيش. فقط رسم الإلهة نيث واقفة خلف منهيت ينحرف عن ارتياح دوميتيان.
النقوش والنقوش البارزة في الجزء الداخلي من برونوس، والتي يمكن العثور عليها على الجدران والأعمدة، في حالة جيدة من الحفظ. سقف القاعة مغطى بلوحات جدارية فلكية دينية. يمكن العثور هنا على علامات الأبراج المصرية القديمة، بالإضافة إلى تصوير «رحلة النهار والليل» للشمس على ألواح السقف الستة الشمالية الغربية والجنوبية الشرقية للوحة المركزية. تم تصوير القمر على الشريط الشمالي الغربي للسقف. توجد أيضًا ما يسمى بالنجوم العشرية هناك وفي الجزء الجنوبي الغربي من السقف. يتم تخصيص الصور السماوية للأوقات الخاصة للآلهة التي تعمل في ظلها في المهرجانات المقابلة.
تم إنشاء الجدران والأعمدة الداخلية للقاعة، مثل النقوش الخارجية، إلى حد كبير في عهد ما بعد فيسباسيان، بدءًا من تيتوس، ولكن بشكل خاص في عهد دوميتيان وتراجان. في عهد نيرو وفيسباسيان، تم العمل على بضع نقاط فقط من الزخرفة. في زمن فيسباسيان، بدأ تصوير سقف الجزء المركزي. اكتمل هذا فقط من بعده. تحت تيتوس ودوميتيان تم تزيين عشرة أعمدة على الأقل من أعمدة برونوس. فقط نقشتان، واحدة على عمود، والأخرى على الجدار الخلفي فوق جدار المعبد البطلمي، تذكرنا بحكم نيرفا القصير الذي لم يتجاوز السنتين. يظهر الأخير الإمبراطور وهو يقدم البخور للمعبودات نيت أمام القارب.

داخل رواق البرونوس
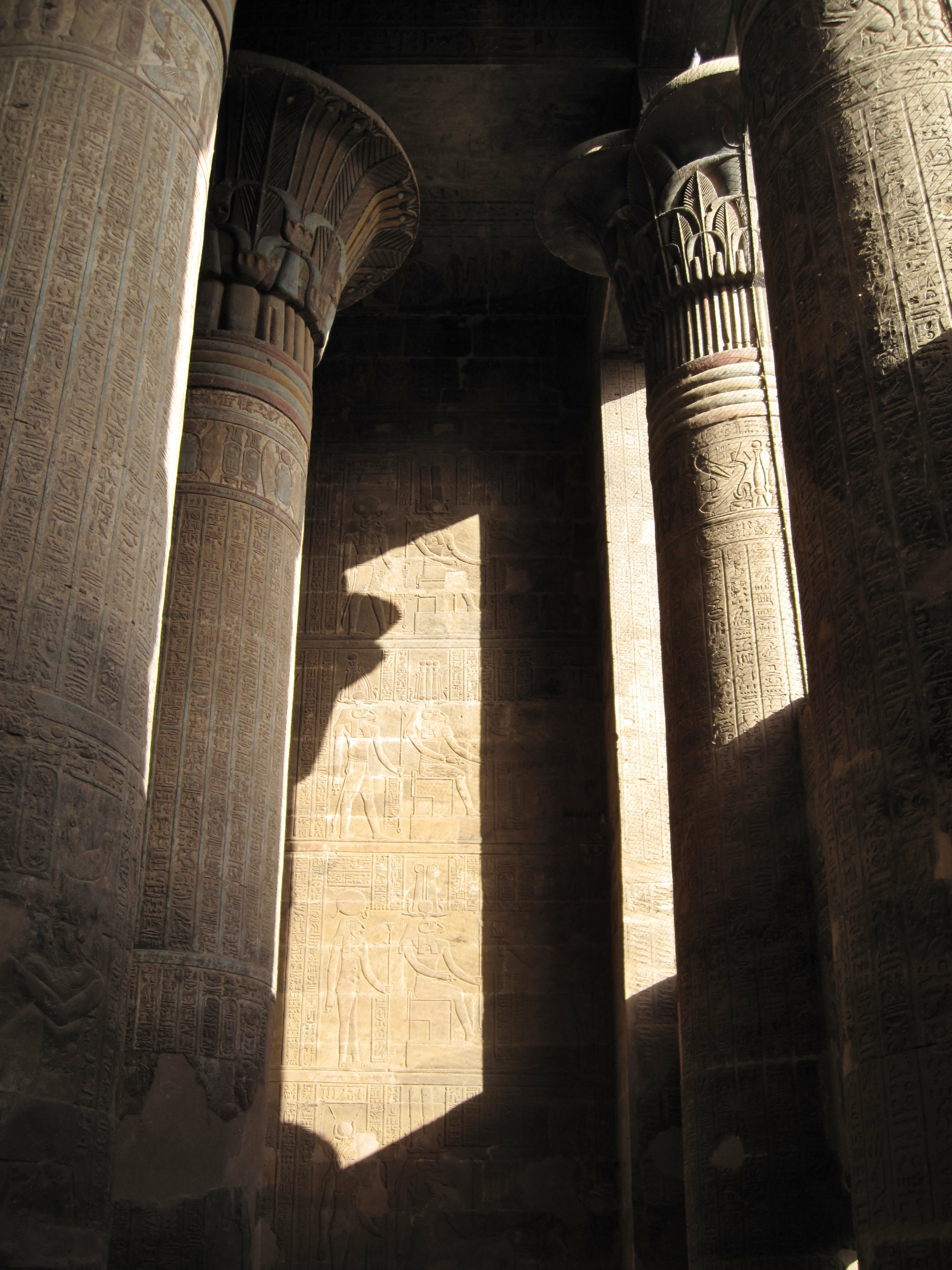
الجدار الشمالي الغربي
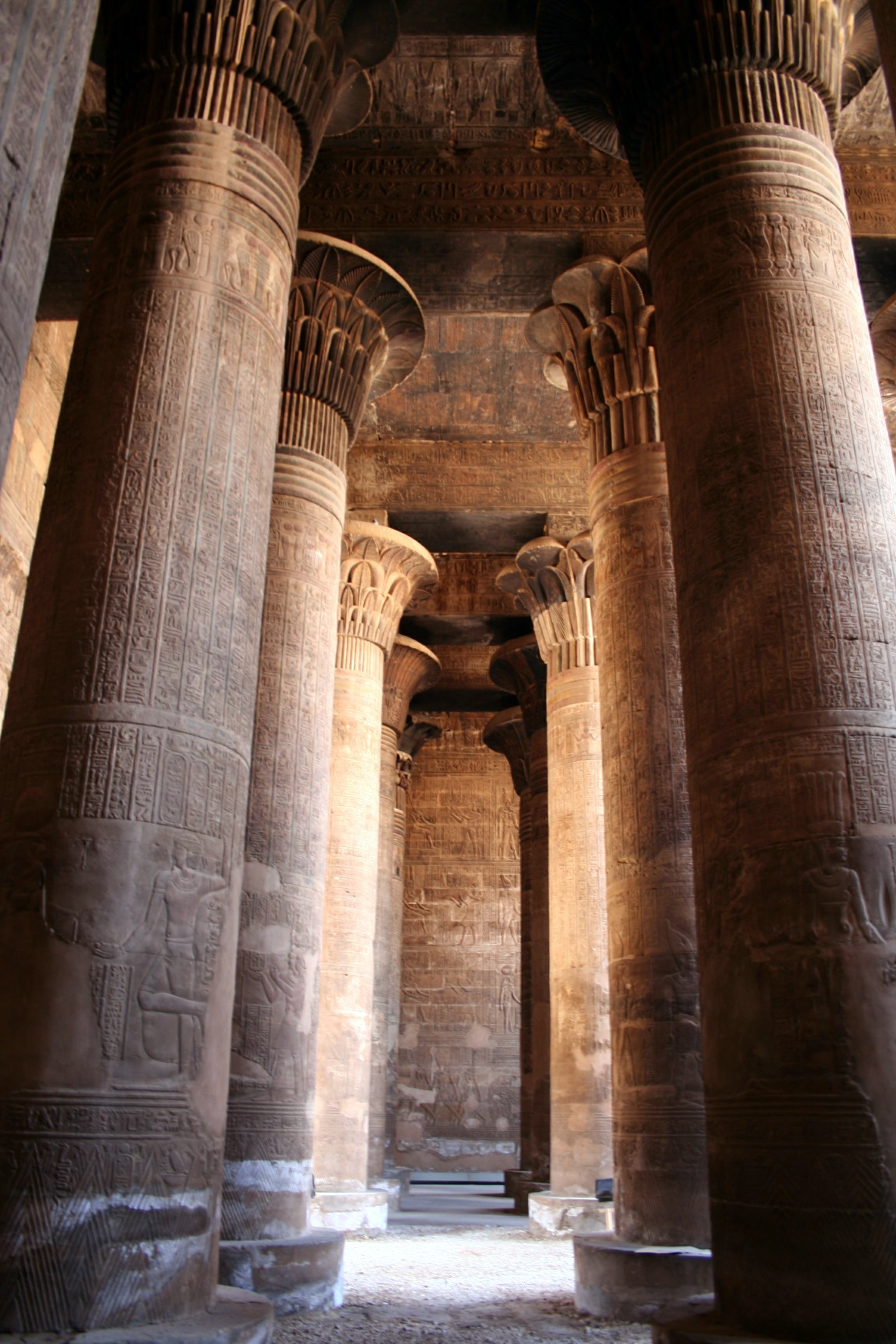
أعمدة
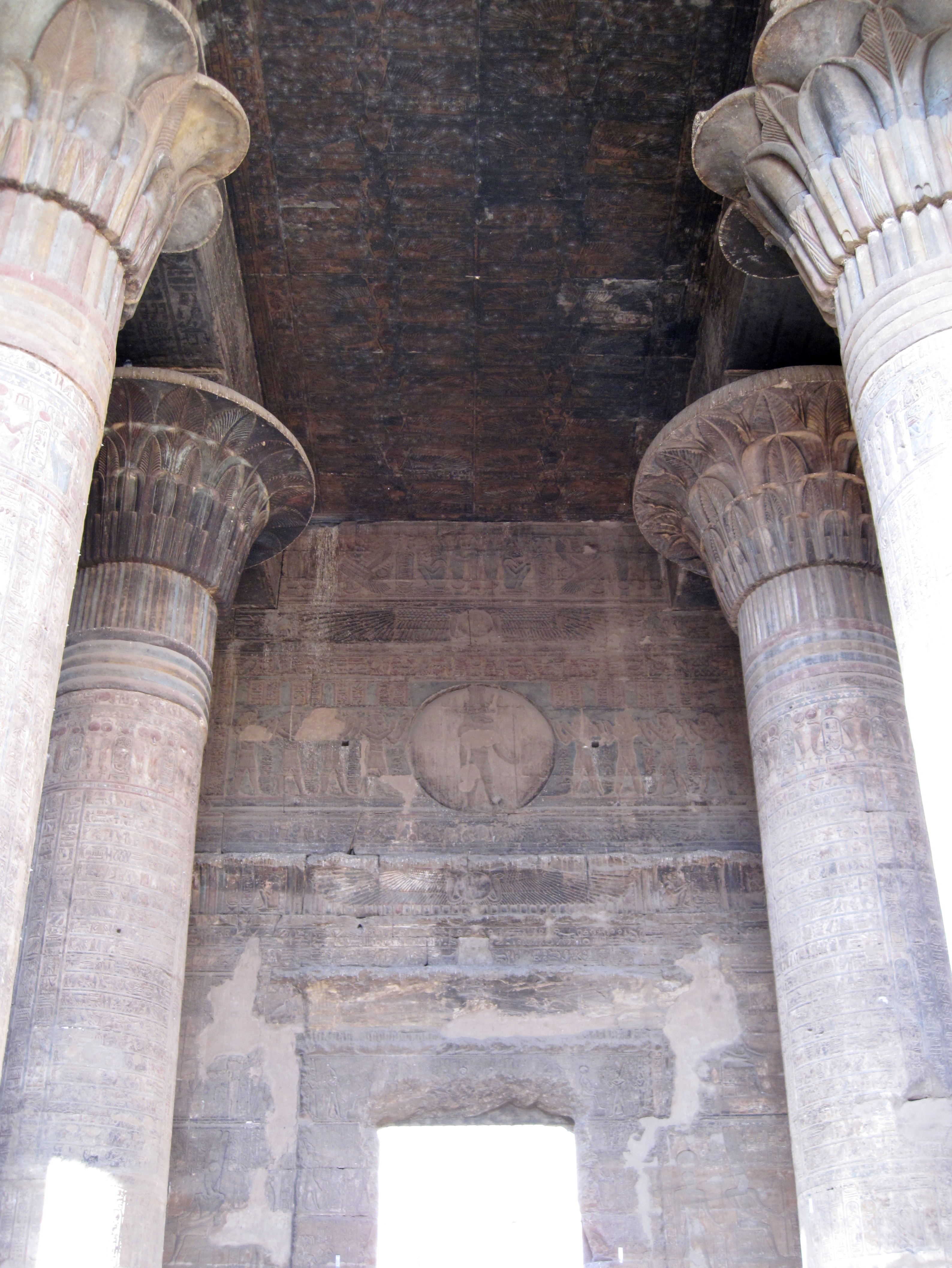
جدار البوابة الخلفي
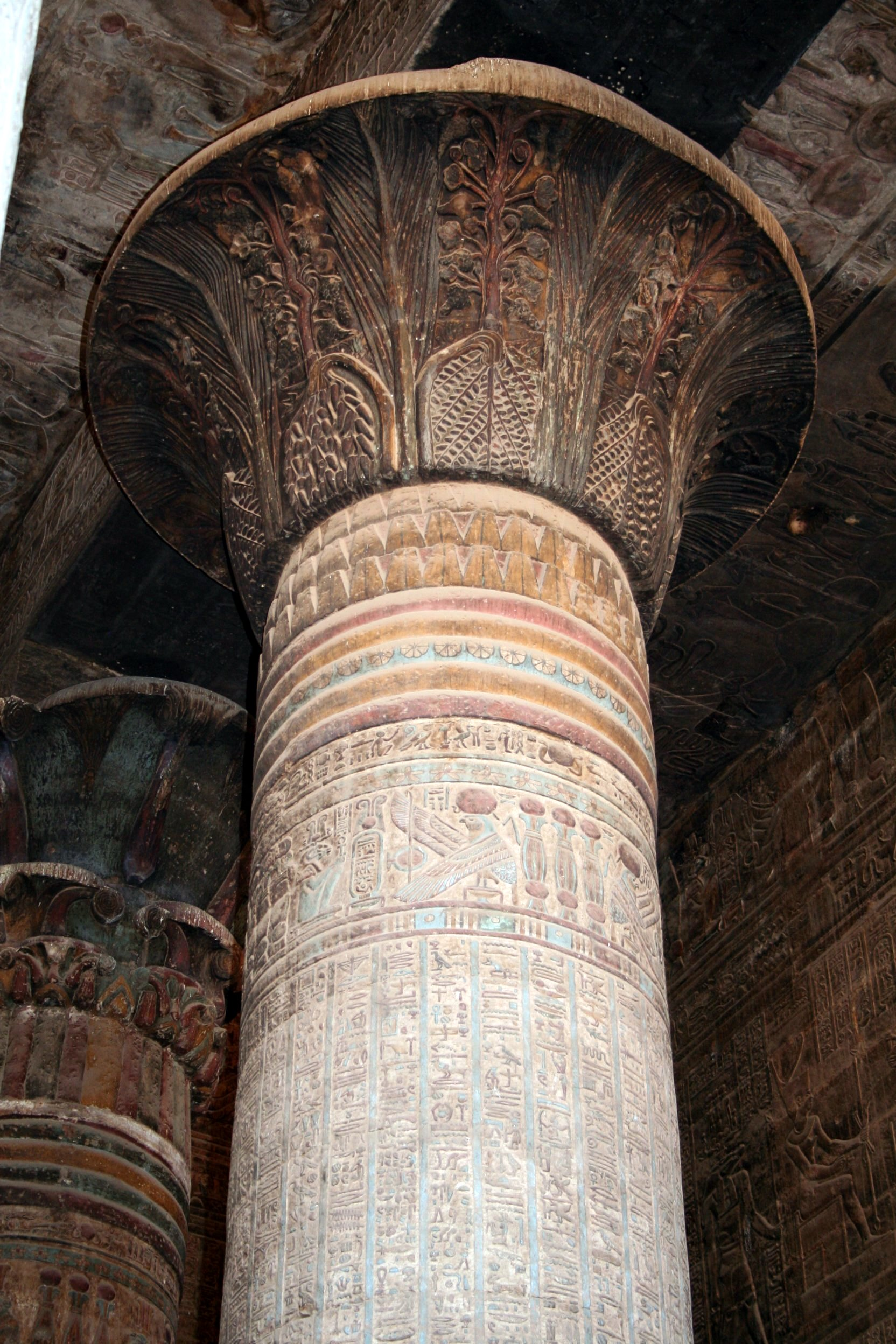
تاج العمود